# Walter Rothschild
Lionel Walter Rothschild FRS (n. 8 februarie 1868 – d. 27 august 1937) a fost un politician și zoolog britanic.